# Teón de Esmirna
Teón de Esmirna (en griego: Θέων ο Σμυρναίος:  Theon o Smyrneos, gen. Θέωνος Theonos; siglos I y II) fue un filósofo y matemático griego, cuyos trabajos estuvieron fuertemente influidos por la escuela de pensamiento pitagórica. Se ha conservado su obra Sobre las Matemáticas Utilizadas para el Entendimiento de Platón, una recopilación introductoria de la matemática griega.

## Vida
Se sabe muy poco sobre la vida de Teón. Se descubrió en Esmirna un busto esculpido dedicado por su hijo a su muerte, e historiadores de arte lo datan alrededor del año 135. Tolomeo cita varias veces en su Almagesto a un Teón que realizó observaciones en Alejandría, pero es incierto si se está refiriendo a Teón de Esmirna.

## Trabajos
Teón escribió varios comentarios acerca de los trabajos de matemáticos y filósofos de su tiempo, incluyendo trabajos sobre la filosofía de Platón. La mayoría de estos trabajos se han perdido. El más importante que se ha conservado es su Sobre las Matemáticas Utilizadas para el Entendimiento de Platón. Un segundo trabajo respecto al orden en el que estudiar los trabajos de Platón ha sido descubierto en una traducción árabe.
Sobre las Matemáticas Utilizadas para el Entendimiento de Platón
Esta obra no es un comentario sobre los escritos de Platón, sino un manual general para estudiantes de matemáticas. No es tanto un trabajo de base como una referencia de las ideas ya conocidas en su tiempo. Su condición de recopilación del conocimiento ya establecido y su cita minuciosa de fuentes anteriores es en parte lo que lo hace un valioso documento.
La primera sección de este trabajo está dividida en dos partes. La primera trata sobre los números; y la segunda sobre la música y la armonía. La primera sección, de carácter matemático, se centra en lo que hoy es más generalmente conocido como teoría de números: números pares e impares, números primos, números perfectos, números abundantes, y otras propiedades similares. Contiene cálculos de "números de lados y diámetros", el método pitagórico para una secuencia de las mejores aproximaciones racionales a la raíz cuadrada de 2, y los denominadores de los números de Pell. Es también una de las fuentes de nuestro conocimiento de los orígenes del problema clásico de duplicar el cubo.
La segunda sección, sobre música, está dividida en tres partes: la música de los números (hē en arithmois mousikē), música instrumental (hē en organois mousikē), y la música de las esferas (hē en kosmō harmonia kai hē en toutō harmonia). La "música de los números" es un tratado del temperamento y la armonía del uso de las razones, de las proporciones, y su significado; las secciones sobre música instrumental no se ocupan de la melodía, sino de los intervalos y de las consonancias de acuerdo con el trabajo de Pitágoras. Teón consideraba los intervalos por su grado de consonancia, es decir, por cómo de sencillas son sus proporciones (por ejemplo, la octava es la primera, con la relación sencilla 2:1 como base de la octava fundamental). También los consideraba por la distancia entre ellos.
La tercera sección sobre la música del cosmos, que consideraba las más importante, estaba ordenada con el objeto de servirse del telón de fondo proporcionado en las partes anteriores. Teón cita un poema de Alejandro de Éfeso que asigna tonos concretos en la escala cromática a cada planeta, una idea que mantendría su popularidad hasta un milenio después.
El segundo libro está dedicado a la astronomía. Aquí Teón afirma la forma esférica y el gran tamaño de la Tierra; también describe las ocultaciones, tránsitos, conjunciones, y eclipses. Aun así, la calidad del trabajo llevó a Otto Neugebauer (1899-1990) a criticarle, por considerar que Teón no entendía plenamente el material que intentaba presentar.

## Eponimia
- El cráter lunar Theon Senior lleva este nombre en su memoria.[5]